# Le Temple de Shaolin (film, 1976)
Pour les articles homonymes, voir Le Temple de Shaolin.
Le Temple de Shaolin (chinois : 少林寺 ; pinyin : shǎolín sì) est un film hong-kongais réalisé par Chang Cheh, sorti en 1976. Il s'agit d'une préquelle du film Les Cinq Maîtres de Shaolin.

## Synopsis
Après l'assassinat de son père et de ses amis par les Mandchous, un jeune homme demande refuge aux moines du temple Shaolin. Alors que le temple est menacé, les grands maîtres décident d'ouvrir leurs portes aux combattants les plus fidèles. Ils vont s'entraîner nuit et jour pour protéger le temple contre l'invasion annoncée des Mandchous. Mais des traîtres se sont infiltrés...

## Fiche technique
- Titre : Le Temple de Shaolin
- Titre original : chinois : 少林寺 ; pinyin : shǎolín sì
- Titres anglais : Shaolin Temple / Death Chamber
- Réalisation : Chang Cheh et Wu Ma
- Scénario : Chang Cheh et Ni Kuang
- Production : Runme Shaw
- Société de production : Shaw Brothers
- Musique : Chen Yung-yu
- Photographie : To Kung Mo
- Pays d'origine : Hong Kong
- Format : Couleurs - 2,35:1 - Mono - 35 mm
- Genre : Kung-fu
- Durée : 117 minutes
- Dates de sortie : 22 décembre 1976 (Hong Kong), 17 septembre 1980 (France)

## Distribution
- Ti Lung : Cai Dezhong, un officier vaincu soutenant les Ming
- Alexander Fu Sheng : Fang Shi-yu, un jeune homme épris de vengeance
- David Chiang : Hu Dedi, un officier vaincu soutenant les Ming
- Chi Kuan-chun : Hung Hei-kwan, un disciple laïc de Shaolin
- Johnny Wang : Ma Fu-yi, un officier vaincu soutenant les Ming mais réaliste
- Chiang Sheng : Man-yue, un moine facétieux
- Lu Feng : Prince Hoo
- Philip Kwok : Lin Guangrau
- Shan Mao : Hei-xien
- Lee I-min : Huang Xonghan
- Bruce Tong : Zhu Dao, un jeune rebelle
- Ku Feng : un haut fonctionnaire mandchou
- Wong Ching : Général Shin
- Wong Chung : Fang Dahung, un officier vaincu soutenant les Ming
- Yueh Hua : Li Sekai, un officier vaincu soutenant les Ming
- Shih Szu : Yan Yong-chun, une jeune fille disciple d'une nonne pratiquant la violence